# 1980年冬季残疾人奥林匹克运动会意大利代表团
1980年冬季残疾人奥林匹克运动会意大利代表团是意大利派出的1980年冬季残疾人奥林匹克运动会代表团。未获得奖牌。